# Leendert van den Muijzenberg
Leendert Willem van den Muijzenberg (Warschau, 7 november 1905 – Amsterdam, 9 februari 1987) was een Nederlandse communist, verzetsstrijder tijdens de Tweede Wereldoorlog en ingenieur.

## Jeugd, opleiding en werk
Van den Muijzenberg werd geboren als zoon van Leendert van den Muijzenberg sr., directeur van een zoutmijn in de buurt van Kiev, en Olga Kiessler. Het gezin kwam voor de Eerste Wereldoorlog naar Nederland. Van den Muijzenberg studeerde elektrotechniek en trad in dienst bij Philips. Vanaf 1932 was hij lid van de Communistische Partij Holland en actief in de vakbond NVV. Vanwege deze activiteiten werd hij door Philips ontslagen.

## Oorlogsperiode
Op 14 augustus 1940 trad hij in het huwelijk met het latere parlementslid Brecht Willemse. Tijdens de Tweede Wereldoorlog bouwden zij de CPN op in Rotterdam en hielpen ze met de verspreiding van de illegale brochure Om Neêrlands Toekomst. Willemse werd op 13 juli 1944 wegens haar verzetswerk gearresteerd en naar Ravensbrück gedeporteerd, maar Van den Muijzenberg ontsprong de dans.

## Werkzaamheden na de oorlog
Na de oorlog was hij tot 1950 verbonden aan het Marx Instituut, de landelijke scholingsorganisatie van de CPN. Zijn huwelijk met Willemse werd ontbonden op 14 april 1949. Van den Muijzenberg trad opnieuw in het huwelijk, ditmaal met Geertruida Johanna (Truus) van Boxel (weduwe van Anton Struik), die tijdens de oorlog hoofd van zijn verzetsorganisatie was geweest. Uit dat huwelijk werd een kind geboren.
Van 1952 tot 1971 werkte hij bij de Coöperatieve Vereeniging Ingenieursbureau Van Steenis. In 1955 brak hij met de CPN. In 1959 was hij medeoprichter van de Associatie van Bedrijven op Coöperatieve Grondslag. Daarnaast was hij actief als bestuurslid van de Methöferstichting en als redacteur van Zeggenschap en Links-om. Ook was hij betrokken bij de Stichting voor Wetenschappelijk Onderzoek Vakcentrales.

## Nalatenschap
Na zijn overlijden op 81-jarige leeftijd kwam zijn archief terecht bij het Internationaal Instituut voor Sociale Geschiedenis (IISG).

## Wetenswaardigheid
In zijn woning aan de Amsterdamse Bloemgracht verhuurde hij kamers aan studenten. Tot de huurders behoorden Frits Bolkestein, Dolph Kohnstamm en Johan Polak.